# Porrhomma cambridgei
Porrhomma cambridgei là một loài nhện trong họ Linyphiidae.
Loài này thuộc chi Porrhomma. Porrhomma cambridgei được miêu tả năm 1994 bởi Merrett.